# پاله هاپوویدا
پاله هاپوویدا (به لاتین: Palle Hapuwida) یک منطقهٔ مسکونی در سری‌لانکا است که در استان مرکزی (سری‌لانکا) واقع شده‌است.